# Louis van Gaal
Aloysius Paulus Maria „Louis” van Gaal (wym. [luˈwi vɑn ˈɣaːɫ]; ur. 8 sierpnia 1951 w Amsterdamie) – holenderski trener piłkarski i piłkarz.
Jako zawodnik grał m.in. w Sparcie Rotterdam i AZ Alkmaar, ale nigdy nie wzniósł się ponad poziom ligowej piłki. Działalność szkoleniową rozpoczął w Ajaksie Amsterdam, w którym na różnych stanowiskach pracował łącznie przez jedenaście lat. W pierwszej połowie lat 90. był autorem odrodzenia amsterdamskiej drużyny na arenie krajowej i międzynarodowej; jego podopieczni zdobyli trzy tytuły mistrza kraju oraz – po raz pierwszy od 1987 roku – wygrali trofeum europejskie: Puchar UEFA, do którego niedługo potem dołączyli Puchar Mistrzów. Dobrą passę Van Gaal kontynuował początkowo także w FC Barcelonie, ale brak sukcesów w rozgrywkach międzynarodowych przyczynił się do dymisji w 2000 roku. Od tej pory datuje się spadek formy szkoleniowej Van Gaala, a jej najwyrazistszym przykładem jest nieudana praca z reprezentacją Holandii, z którą przegrał eliminacje do Mundialu 2002. Po bezowocnej drugiej przygodzie z Barceloną na kilka lat wycofał się z działalności trenerskiej. Powrócił do niej dopiero w 2005 roku. Został szkoleniowcem AZ Alkmaar, z którym rozpoczął odbudowywanie swojej pozycji z lat 90. Spełnieniem jego pracy w AZ był sezon 2008–2009, kiedy to doprowadził ten klub do pierwszego od dwudziestu ośmiu lat mistrzostwa kraju. Po jego zakończeniu objął stanowisko szkoleniowca Bayernu Monachium, gdzie zanotował osiągnięcia porównywalne z tymi z czasów Ajaxu: w jednym sezonie zdobył mistrzostwo i Puchar kraju oraz zagrał w finale Ligi Mistrzów. 10 kwietnia 2011 roku został zwolniony z funkcji trenera Bayernu Monachium po niezadowalających wynikach. 6 lipca 2012 po raz drugi został selekcjonerem reprezentacji Holandii. Z reprezentacją Holandii awansował na Mistrzostwa Świata 2014. Na mundialu prowadzona przez niego Holandia zajęła ostatecznie 3. miejsce, zdobywając brązowy medal. Po zakończeniu mistrzostw został trenerem Manchesteru United i tym samym zrezygnował z prowadzenia Holandii. W ciągu dwóch lat pracy w Manchesterze zdobył jedynie Puchar Anglii w sezonie 2015/16. Ponadto zajął z Manchesterem 4. miejsce w Premier League w sezonie 2014/15 oraz 5. miejsce w sezonie 2015/16. W sezonie 2015/16 Manchester United po jego wodzą grało również w fazie grupowej Ligi Mistrzów, jednak zajęli jedynie 3. miejsce w grupie, co pozwoliło jedynie na grę w fazie pucharowej Ligi Europy tam skończyli na 1/8 finału. Przez tak słabe wyniki 23 maja 2016 roku został zwolniony z funkcji trenera Manchesteru United.

## Kariera piłkarska
Zaczynał karierę w stołecznych RKSV De Meer Amsterdam i Ajaksie Amsterdam. Później przez kilka lat grał w Belgii, a od 1978 przez kolejną dekadę występował – bez sukcesów – w Sparcie Rotterdam i AZ Alkmaar.

## Kariera szkoleniowa

### Ajax Amsterdam
Swoją szkoleniową przygodę rozpoczynał od wszystkich szczebli trenerskiego wtajemniczenia w Ajaksie Amsterdam – przez kilka lat prowadził drużynę młodzieży, a później był asystentem pierwszego trenera Leo Beenhakkera.
W 1991 roku po odejściu Beenhakkera do Realu Madryt został jego następcą. Sześć lat pracy młodego szkoleniowca uważane jest za jeden z najlepszych okresów w historii klubu.
Czterdziestokilkuletniemu wówczas trenerowi udało się odkryć i oszlifować kilka talentów holenderskiego piłkarstwa, jego wychowankami są m.in. Edwin van der Sar, Marc Overmars, Edgar Davids, Frank i Ronald de Boer, Clarence Seedorf, Dennis Bergkamp i Patrick Kluivert. Już w pierwszym sezonie jego pracy drużyna zdobyła Puchar UEFA, w kolejnych do kolekcji tytułów międzynarodowych dołożyła Puchar Mistrzów i Superpuchar Europy. Ponadto trzykrotnie triumfowała w rozgrywkach o mistrzostwo kraju i raz w Pucharze Holandii. Gra zespołu podporządkowana była dyscyplinie i żelaznej taktyce, której realizacji Van Gaal, nie wpływało to jednak negatywnie na efektowność gry – ówczesny Ajax był jednym z najbardziej ofensywnie grających zespołów w Europie. Wtedy też utrwalił się boiskowy obraz szkoleniowca – pragmatycznego analityka z nieodłącznym notatnikiem w ręku.

### FC Barcelona
W 1997 roku przyjął propozycję z FC Barcelony. Wprawdzie już na początku pracy w stolicy Katalonii zdołał wywalczyć dwa najważniejsze krajowe trofea, ale później, głównie w związku z brakiem sukcesów na arenie międzynarodowej (m.in. odpadnięcie w fazie grupowej Ligi Mistrzów 1997–1998 i 1998–1999), oraz z masowym ściąganiem do zespołu piłkarzy holenderskich, Van Gaal był coraz częściej krytykowany. Ściągnięcie rodaków nie przełożyło się na poprawę wyników (w sezonie 1999–2000 ośmiu holenderskich piłkarzy miało miejsce w podstawowej jedenastce) i w 2000 roku, po przegraniu rywalizacji w lidze z Deportivo La Coruña, szkoleniowiec złożył rezygnację. W ostatnim sezonie fani drużyny na każdym meczu na Camp Nou witali go gwizdami, a żegnali białymi chusteczkami.

### Reprezentacja Holandii
Rozstanie z Barceloną było jednak tym mniej bolesne, że na Van Gaala czekała posada selekcjonera reprezentacji. Holender przymierzał się do objęcia sterów rodzimej kadry już w 1998 roku, ale wówczas na przeszkodzie stanął ważny kontrakt z Barceloną. Wydawało się, że dla takiego trenera jak Van Gaal praca z silną reprezentacją będzie stanowić potwierdzenie umiejętności i przyniesie obu stronom wiele korzyści. Tym bardziej, że w najlepszym dla piłkarza wieku znajdowało się wówczas pokolenie zawodników, które odkrył i wypromował w Ajaksie. Holendrzy jednak w eliminacjach do Mundialu 2002 grali nieefektywnie, ponadto w drużynie co i raz wybuchały konflikty między piłkarzami a trener przez ciągłe hołdowanie sprawdzonym schematom gry oraz eksperymenty kadrowe zraził do siebie wielu kibiców i media. Reprezentacja zajęła dopiero trzecie miejsce w grupie, za Portugalią i Irlandią, i po raz pierwszy od 1986 roku nie awansowała do międzynarodowego turnieju. Van Gaal, pomimo iż miał podpisany kontrakt z krajową federacją aż do 2006 roku, musiał podać się do dymisji.
Po tym niepowodzeniu ponownie przyjął propozycję od Barcelony. Po szybkim odpadnięciu z Pucharu Hiszpanii oraz nie najlepszej postawie w meczach ligowych po sześciu miesiącach został zwolniony. Kiedy odchodził, klub był na dwunastym miejscu w tabeli.

### AZ Alkmaar
Holenderski szkoleniowiec wycofał się z życia sportowego i trochę na uboczu wielkiego futbolu, przyglądał się mu zza biurka dyrektorskiego w Ajaksie.
Po niemal trzech latach nieobecności, od sezonu 2005–2006 powrócił do pracy szkoleniowej w AZ Alkmaar. Z młodym, niedoświadczonym zespołem zdobył wicemistrzostwo Holandii. Wielu z jego wychowanków, jak Kew Jaliens, Barry Opdam, Tim de Cler i Danny Koevermans, zaczęło występować w reprezentacji. W następnym sezonie AZ długo prowadził w tabeli, ale po przegranym ostatnim meczu ligowym (przed którym zajmował pierwszą lokatę) spadł na trzecie miejsce. Triumf w Eredivisie nadszedł dopiero w rozgrywkach 2008–2009.

### Bayern Monachium
1 lipca 2009 roku objął stanowisko szkoleniowca Bayernu Monachium. Jednak już w grudniu Holender był bliski zwolnienia – klub zawodził w rozgrywkach ligowych, a trener publicznie podważał decyzje szefa rady nadzorczej Bayernu Karla-Heinza Rummenigge. Przełomem było zwycięstwo 4:1 z Juventusem w fazie grupowej Ligi Mistrzów. W przerwie zimowej Van Gaal odsunął od zespołu kapryśnego napastnika Lukę Toniego, a szkielet drużyny zaczął budować wokół młodych i szerzej nieznanych graczy: Holgera Badstubera i Thomasa Müllera, których wspomagają reprezentanci krajów Arjen Robben, Philipp Lahm, Daniel Van Buyten i Ivica Olić. Komentatorzy podkreślają, że metoda pracy Van Gaala, oparta na skomplikowanych pomysłach taktycznych i dyscyplinie w grze, jest bardzo dobrze odbierana w Niemczech, gdzie zasada Ordnung muss sein określa kulturę piłkarską w tym kraju.
FC Bayern z trenerem Louisem van Gaalem wygrało dnia 9 maja 2010 z dużym wyprzedzeniem mistrzostwo w lidze niemieckiej i na zakończenie sezonu ma szanse na zdobycie Pucharu Niemiec oraz na zwycięstwo w Lidze Mistrzów, skąd wyeliminował już m.in. Manchester United (2:1 i 2:3) i Olympique Lyon (1:0 i 3:0). W finale tych ostatnich rozgrywek monachijczycy zmierzyli się z Interem Mediolan, prowadzonym przez dawnego asystenta Van Gaala, José Mourinho. Mecz zakończył się zwycięstwem włoskiej drużyny (2:0). 10 kwietnia 2011 roku został zwolniony z funkcji trenera Bayernu Monachium po słabych wynikach w lidze.

### Powrót do reprezentacji Holandii
6 lipca 2012 roku został selekcjonerem reprezentacji Holandii. Awansował z nią na Mistrzostwa Świata w Brazylii, gdzie Holandia zajęła trzecie miejsce.

### Manchester United
19 maja 2014 Louis Van Gaal został ogłoszony jako nowy szkoleniowiec drużyny. Asystentem Holendra został Ryan Giggs, który po 24 latach gry dla "Czerwonych Diabłów" zakończył piłkarską karierę. Pierwszym transferem Van Gaala był hiszpański pomocnik Ander Herrera. Klub pozyskał go za sumę 29 milionów funtów z Athleticu Bilbao. Pierwszy mecz pod wodzą nowego menadżera miał miejsce 24 lipca 2014, gdy Manchester United w meczu towarzyskim pokonał Los Angeles Galaxy 7:0. 26 sierpnia 2014 roku Manchester United pozyskał argentyńskiego pomocnika Ángela Di Maríę za kwotę 59,7 mln funtów, zostając przy tym najdrożej kupionym piłkarzem na Wyspach Brytyjskich. Kolejnym nabytkiem nowego trenera został Kolumbijczyk Radamel Falcao, który został wypożyczony z możliwością pierwokupu. W tym samym okienku zakontraktował również Luka Shawa oraz Daleya Blinda w styczniowym okienku transferowym zakontraktował Victora Valdésa. W pierwszym swoim sezonie zajął 4. miejsce w Premier League, doszedł do ćwierćfinału Pucharu Anglii, przegrywając w nim 1:2 z Arsenalem Londyn, oraz odpadł w II rundzie Pucharu Ligi, przegrywając w niej 4:0 z MK Dons.
W kolejnym sezonie pierwszym nabytkiem został Memphis Depay, a po nim do klubu dołączyli: Matteo Darmian, Bastian Schweinsteiger, Morgan Schneiderlin, Sergio Romero oraz Anthony Martial. Sezon 2015/2016 zakończył się zwycięstwem Manchesteru United w rozgrywkach Pucharu Anglii, gdzie w finale pokonali Crystal Palace 2:1. W Premier League zajęli 5. miejsce, odpadli w 1/8 finału Pucharu Ligi z Middlesbrough (wynik meczu 0:0) przegrywając po rzutach karnych 1:3. Ligę Mistrzów zakończyli na fazie grupowej, gdzie zajęli 3. miejsce, które dawało automatyczny awans do 1/16 finału Ligi Europy, w której to odpadli w 1/8 finału przegrywając w dwumeczu 3:1 z Liverpoolem. 23 maja 2016 roku został zwolniony z funkcji menadżera Manchesteru United. 9 grudnia oficjalnie zakończył karierę trenerską.

## Statystyki

### Trenerskie
Stan na 21 maja 2016
| Zespół            | Od               | Do                | Statystyka | Statystyka | Statystyka | Statystyka | Statystyka  |
| Zespół            | Od               | Do                | Mecze      | Wygrane    | Remisy     | Przegrane  | % wygranych |
| ----------------- | ---------------- | ----------------- | ---------- | ---------- | ---------- | ---------- | ----------- |
| AFC Ajax          | 28 września 1991 | 30 czerwca 1997   | 285        | 196        | 49         | 40         | 68.8        |
| FC Barcelona      | 1 lipca 1997     | 20 maja 2000      | 171        | 95         | 32         | 44         | 55.6        |
| Holandia          | 7 lipca 2000     | 30 listopada 2001 | 15         | 9          | 4          | 2          | 60          |
| FC Barcelona      | 1 lipca 2002     | 28 stycznia 2003  | 30         | 16         | 5          | 9          | 53.3        |
| AZ Alkmaar        | 1 lipca 2005     | 30 czerwca 2009   | 182        | 105        | 39         | 38         | 57.7        |
| Bayern Monachium  | 1 lipca 2009     | 10 kwietnia 2011  | 96         | 59         | 18         | 19         | 61.5        |
| Holandia          | 6 lipca 2012     | 12 lipca 2014     | 29         | 18         | 9          | 2          | 62.1        |
| Manchester United | 16 lipca 2014    | 23 maja 2016      | 103        | 54         | 25         | 24         | 52.4        |
| Łącznie           | Łącznie          | Łącznie           | 911        | 552        | 181        | 178        | 60.6        |

## Sukcesy szkoleniowe

### Ajax Amsterdam
- mistrzostwo Holandii: 1994, 1995, 1996
- Puchar Holandii: 1993
- Superpuchar Holandii: 1993, 1995, 1996
- Puchar UEFA: 1992
- Liga Mistrzów UEFA: 1995
- Puchar Interkontynentalny: 1995
- Superpuchar Europy: 1996

### FC Barcelona
- mistrzostwo Hiszpanii: 1998, 1999
- wicemistrzostwo Hiszpanii: 2000
- Puchar Hiszpanii: 1998

### AZ Alkmaar
- mistrzostwo Holandii: 2009
- wicemistrzostwo Holandii: 2006
- finał Pucharu Holandii: 2007

### Bayern Monachium
- mistrzostwo Niemiec: 2010
- Puchar Niemiec: 2010
- Superpuchar Niemiec: 2010
- finał Ligi Mistrzów UEFA: 2010

### Manchester United
- Puchar Anglii: 2015/2016

### Reprezentacja Holandii
- brązowy medal Mistrzostw Świata: 2014